# Manonichthys
Manonichthys là một chi cá biển nằm trong phân họ Pseudochrominae thuộc họ Cá đạm bì. Chúng được tìm thấy ở vùng biển nhiệt đới phía đông Ấn Độ Dương và phía tây Thái Bình Dương. Nhiều loài Manonichthys ưa sống bên trong thân của bọt biển lớn. Trong tiếng Hy Lạp, manon nghĩa là "bọt biển", còn ichthys nghĩa là "cá", ám chỉ tập tính sống trong bọt biển của những loài của chi này.

## Các loài
7 loài thuộc chi Manonichthys được công nhận:
- Manonichthys alleni A.C. Gill, 2004
- Manonichthys jamali Allen & Erdmann, 2007
- Manonichthys paranox (Lubbock & Goldman, 1976)
- Manonichthys polynemus (Fowler, 1931)
- Manonichthys scintilla A.C. Gill & Williams, 2011
- Manonichthys splendens (Fowler, 1931)
- Manonichthys winterbottomi A.C. Gill, 2004